# Бойко Генріх Харитонович
Ге́нріх Харито́нович Бо́йко (рос. Генрих Харитонович Бойко; 4 лютого 1932, Кам'янець-Подільський) — російський інженер-технолог. Лауреат Державної премії СРСР (1981).

## Біографія
1955 року закінчив Київський політехнічний інститут, де здобув фах інженера-технолога. Від 1956 року працює на Уралмашзаводі. Головний конструктор гірничого обладнання.
Почесний працівник Міністерства важкого машинобудування (1986). Нагороджено орденом Трудового Червоного Прапора (1977), медалями.
Має 66 авторських свідоцтв на винаходи.